# Liste des Premiers ministres de Nouvelle-Zélande
Cette page dresse la liste des Premiers ministres de Nouvelle-Zélande par ordre chronologique depuis 1856.

## Liste
| N°   | Portrait              | Titulaire (Naissance-mort)        | Élection                   | Mandat             | Mandat                           | Mandat                     | Parti politique | Parti politique |
| N°   | Portrait              | Titulaire (Naissance-mort)        | Élection                   | Début              | Fin                              | Durée                      | Parti politique | Parti politique |
| ---- | --------------------- | --------------------------------- | -------------------------- | ------------------ | -------------------------------- | -------------------------- | --------------- | --------------- |
| 1    | Henry Sewell          | Henry Sewell (1807-1879)          | 1855                       | 7 mai 1856         | 20 mai 1856                      | 13 jours                   |                 | Indépendant     |
| 2    | William Fox           | William Fox (1812-1893)           | –                          | 20 mai 1856        | 2 juin 1856                      | 13 jours                   |                 | Indépendant     |
| 3    | Edward Stafford       | Edward Stafford (1819-1901)       | –                          | 2 juin 1856        | 12 juillet 1861                  | 5 ans, 1 mois et 10 jours  |                 | Indépendant     |
| (2)  | William Fox           | William Fox (1812-1893)           | 1860-1861                  | 12 juillet 1861    | 6 août 1862                      | 1 an et 25 jours           |                 | Indépendant     |
| 4    | Alfred Domett         | Alfred Domett (1811-1887)         | –                          | 6 août 1862        | 30 octobre 1863                  | 1 an, 3 mois et 24 jours   |                 | Indépendant     |
| 5    | Frederick Whitaker    | Frederick Whitaker (1812-1891)    | –                          | 30 octobre 1863    | 24 novembre 1864                 | 1 an et 25 jours           |                 | Indépendant     |
| 6    | Frederick Weld        | Frederick Weld (1823-1891)        | –                          | 24 novembre 1864   | 16 octobre 1865                  | 10 mois et 22 jours        |                 | Indépendant     |
| (3)  | Edward Stafford       | Edward Stafford (1819-1901)       | 1866                       | 16 octobre 1865    | 28 juin 1869                     | 3 ans, 8 mois et 12 jours  |                 | Indépendant     |
| (2)  | William Fox           | William Fox (1812-1893)           | – 1871                     | 28 juin 1869       | 10 septembre 1872                | 3 ans, 2 mois et 13 jours  |                 | Indépendant     |
| (3)  | Edward Stafford       | Edward Stafford (1819-1901)       | –                          | 10 septembre 1872  | 11 octobre 1872                  | 1 mois et 1 jour           |                 | Indépendant     |
| 7    | George Waterhouse     | George Waterhouse (1824-1906)     | –                          | 11 octobre 1872    | 3 mars 1873                      | 4 mois et 20 jours         |                 | Indépendant     |
| (2)  | William Fox           | William Fox (1812-1893)           | –                          | 3 mars 1873        | 8 avril 1873                     | 1 mois et 5 jours          |                 | Indépendant     |
| 8    | Julius Vogel          | Julius Vogel (1835-1899)          | –                          | 8 avril 1873       | 6 juillet 1875                   | 2 ans, 2 mois et 28 jours  |                 | Indépendant     |
| 9    | Daniel Pollen         | Daniel Pollen (1813-1896)         | –                          | 6 juillet 1875     | 15 février 1876                  | 7 mois et 9 jours          |                 | Indépendant     |
| (8)  | Julius Vogel          | Julius Vogel (1835-1899)          | 1875-1876                  | 15 février 1876    | 1er septembre 1876               | 6 mois et 17 jours         |                 | Indépendant     |
| 10   | Harry Atkinson        | Harry Atkinson (1831-1892)        | –                          | 1er septembre 1876 | 13 octobre 1877                  | 1 an, 1 mois et 12 jours   |                 | Indépendant     |
| 11   | George Grey           | George Grey (1812-1898)           | –                          | 13 octobre 1877    | 8 octobre 1879                   | 1 an, 11 mois et 25 jours  |                 | Indépendant     |
| 12   | John Hall             | John Hall (1824-1907)             | 1879 1881                  | 8 octobre 1879     | 21 avril 1882                    | 2 ans, 6 mois et 13 jours  |                 | Indépendant     |
| (5)  | Frederick Whitaker    | Frederick Whitaker (1812-1891)    | –                          | 21 avril 1882      | 25 septembre 1883                | 1 an, 5 mois et 4 jours    |                 | Indépendant     |
| (10) | Harry Atkinson        | Harry Atkinson (1831-1892)        | –                          | 25 septembre 1883  | 16 août 1884                     | 10 mois et 22 jours        |                 | Indépendant     |
| 13   | Robert Stout          | Robert Stout (1844-1930)          | 1884                       | 16 août 1884       | 28 août 1884                     | 12 jours                   |                 | Indépendant     |
| (10) | Harry Atkinson        | Harry Atkinson (1831-1892)        | –                          | 28 août 1884       | 3 septembre 1884                 | 6 jours                    |                 | Indépendant     |
| (13) | Robert Stout          | Robert Stout (1844-1930)          | –                          | 3 septembre 1884   | 8 octobre 1887                   | 3 ans, 1 mois et 5 jours   |                 | Indépendant     |
| (10) | Harry Atkinson        | Harry Atkinson (1831-1892)        | 1887                       | 8 octobre 1887     | 24 janvier 1891                  | 3 ans, 3 mois et 16 jours  |                 | Indépendant     |
| 20   | John Ballance         | John Ballance (1831-1893)         | 1890                       | 24 janvier 1891    | 27 avril 1893 (mort en fonction) | 10 ans, 3 mois et 3 jours  |                 | Libéral         |
| 15   | Richard Seddon        | Richard Seddon (1845-1906)        | – 1893 1896 1899 1902 1905 | 1er mai 1893       | 10 juin 1906 (mort en fonction)  | 13 ans, 1 mois et 9 jours  |                 | Libéral         |
| 16   | William Hall-Jones    | William Hall-Jones (1851-1936)    | –                          | 21 juin 1906       | 6 août 1906                      | 1 mois et 16 jours         |                 | Libéral         |
| 17   | Joseph Ward           | Joseph Ward (1856-1930)           | – 1908 1911                | 6 août 1906        | 28 mars 1912                     | 5 ans, 7 mois et 22 jours  |                 | Libéral         |
| 18   | Thomas Mackenzie      | Thomas Mackenzie (1853-1930)      | –                          | 28 mars 1912       | 10 juillet 1912                  | 3 mois et 12 jours         |                 | Libéral         |
| 19   | William Massey        | William Massey (1856-1925)        | – 1914 1919 1922           | 10 juillet 1912    | 10 mai 1925 (mort en fonction)   | 12 ans et 10 mois          |                 | Reform          |
| 20   | Francis Bell          | Francis Bell (1851-1936)          | –                          | 14 mai 1925        | 30 mai 1925                      | 16 jours                   |                 | Reform          |
| 21   | Gordon Coates         | Gordon Coates (1878-1943)         | – 1925                     | 30 mai 1925        | 10 décembre 1928                 | 3 ans, 6 mois et 10 jours  |                 | Reform          |
| (17) | Joseph Ward           | Joseph Ward (1856-1930)           | 1928                       | 10 décembre 1928   | 28 mai 1930                      | 1 an, 5 mois et 18 jours   |                 | United          |
| 22   | George Forbes         | George Forbes (1869-1947)         | – 1931                     | 28 mai 1930        | 6 décembre 1935                  | 5 ans, 6 mois et 8 jours   |                 | United          |
| 23   | Michael Joseph Savage | Michael Joseph Savage (1872-1940) | 1935 1938                  | 6 décembre 1935    | 27 mars 1940 (mort en fonction)  | 4 ans, 3 mois et 21 jours  |                 | Travailliste    |
| 24   | Peter Fraser          | Peter Fraser (1884-1950)          | – 1943 1946                | 1er avril 1940     | 13 décembre 1949                 | 9 ans, 8 mois et 12 jours  |                 | Travailliste    |
| 25   | Sidney Holland        | Sidney Holland (1893-1961)        | 1949 1951 1954             | 13 décembre 1949   | 20 septembre 1957                | 7 ans, 9 mois et 7 jours   |                 | National        |
| 26   | Keith Holyoake        | Keith Holyoake (1904-1983)        | –                          | 20 septembre 1957  | 12 décembre 1957                 | 2 mois et 22 jours         |                 | National        |
| 27   | Walter Nash           | Walter Nash (1882-1968)           | 1957                       | 12 décembre 1957   | 12 décembre 1960                 | 3 ans                      |                 | Travailliste    |
| (26) | Keith Holyoake        | Keith Holyoake (1904-1983)        | 1960 1963 1966 1969        | 12 décembre 1960   | 7 février 1972                   | 11 ans, 1 mois et 26 jours |                 | National        |
| 28   | Jack Marshall         | Jack Marshall (1912-1988)         | –                          | 7 février 1972     | 8 décembre 1972                  | 10 mois et 1 jour          |                 | National        |
| 29   | Norman Kirk           | Norman Kirk (1922-1974)           | 1972                       | 8 décembre 1972    | 31 août 1974 (mort en fonction)  | 1 an, 8 mois et 23 jours   |                 | Travailliste    |
| –    | Hugh Watt             | Hugh Watt (en) (1912-1980)        | intérim                    | 31 août 1974       | 6 septembre 1974                 | 6 jours                    |                 | Travailliste    |
| 30   | Bill Rowling          | Bill Rowling (1927-1995)          | –                          | 6 septembre 1972   | 12 décembre 1975                 | 3 ans, 3 mois et 6 jours   |                 | Travailliste    |
| 31   | Robert Muldoon        | Robert Muldoon (1921-1992)        | 1975 1978 1981             | 12 décembre 1975   | 26 juillet 1984                  | 8 ans, 7 mois et 14 jours  |                 | National        |
| 32   | David Lange           | David Lange (1942-2005)           | 1984 1987                  | 26 juillet 1984    | 8 août 1989                      | 5 ans et 13 jours          |                 | Travailliste    |
| 33   | Geoffrey Palmer       | Geoffrey Palmer (né en 1942)      | –                          | 8 août 1989        | 4 septembre 1990                 | 1 an et 27 jours           |                 | Travailliste    |
| 34   | Mike Moore            | Mike Moore (1949-2020)            | –                          | 4 septembre 1990   | 2 novembre 1990                  | 1 mois et 29 jours         |                 | Travailliste    |
| 35   | Jim Bolger            | Jim Bolger (né en 1935)           | 1990 1993 1996             | 2 novembre 1990    | 8 décembre 1997                  | 7 ans, 1 mois et 6 jours   |                 | National        |
| 36   | Jenny Shipley         | Jenny Shipley (née en 1952)       | –                          | 8 décembre 1997    | 10 décembre 1999                 | 2 ans et 2 jours           |                 | National        |
| 37   | Helen Clark           | Helen Clark (née en 1950)         | 1999 2002 2005             | 10 décembre 1999   | 19 novembre 2008                 | 8 ans, 11 mois et 9 jours  |                 | Travailliste    |
| 38   | John Key              | John Key (né en 1961)             | 2008 2011 2014             | 19 novembre 2008   | 12 décembre 2016                 | 8 ans et 23 jours          |                 | National        |
| 39   | Bill English          | Bill English (né en 1961)         | –                          | 12 décembre 2016   | 26 octobre 2017                  | 10 mois et 14 jours        |                 | National        |
| 40   | Jacinda Ardern        | Jacinda Ardern (née en 1980)      | 2017 2020                  | 26 octobre 2017    | 25 janvier 2023                  | 5 ans, 2 mois et 30 jours  |                 | Travailliste    |
| 41   | Chris Hipkins         | Chris Hipkins (né en 1978)        | –                          | 25 janvier 2023    | 27 novembre 2023                 | 10 mois et 2 jours         |                 | Travailliste    |
| 42   | Christopher Luxon     | Christopher Luxon (né en 1970)    | 2023                       | 27 novembre 2023   | en cours                         | 1 an, 4 mois et 6 jours    |                 | National        |

## Différentes observations

### Records
Ces records ne prennent pas en compte les mandats par intérim
- Mandat le plus long: Richard Seddon (13 ans, 1 mois et 14 jours)
- Mandat le plus court: Harry Atkinson (6 jours)
- Plus grand nombre de mandat: William Fox et Harry Atkinson (4 mandats)
- Plus jeune au moment de sa nomination: Edward Stafford (à 37 ans)
- Plus vieux au moment de sa nomination: Walter Nash (à 75 ans)
- Premier ministre mort le plus jeune: Norman Kirk (à 51 ans).
- Premier ministre mort le plus âgé: George Grey (à 86 ans). Record en cours par Jim Bolger.

### Décès pendant le mandat
- John Ballance, mort le 27 avril 1893.
- Richard Seddon, mort le 10 juin 1906.
- William Massey, mort le 10 mai 1925.
- Michael Joseph Savage, mort le 27 mars 1940.
- Norman Kirk, mort le 31 aout 1974.

### Autres
- Premier né en Nouvelle-Zélande: Francis Bell.
- Première femme: Jenny Shipley.